# Stipe Radić
Stipe Radić (Split, 10 juni 2000) is een Kroatisch voetballer die sinds 2022 uitkomt voor Fortuna Sittard.

## Clubcarrière
Radić ruilde de jeugdopleiding van NK Solin in 2011 voor die van HNK Hajduk Split. Op 1 december 2019 maakte hij zijn officiële debuut in het eerste elftal van de club: in de competitiewedstrijd tegen HNK Rijeka (0-4-verlies) kreeg hij een basisplaats van trainer Damir Burić.

### Beerschot VA
Op 1 februari 2021 ondertekende hij een contract voor tweeënhalf jaar bij Beerschot VA, dat 450.000 euro voor hem betaalde. Met zijn eerste doelpunt, in zijn vijfde officiële wedstrijd voor Beerschot, bezorgde hij zijn club diep in de blessuretijd een punt tegen Royal Excel Moeskroen (2-2).

### Fortuna Sittard
In december 2022 trainde Radić een aantal weken mee met Fortuna Sittard, waarna de club hem transfervrij overnam en Radić een contract tekende voor 1,5 jaar met optie tot nog een jaar.

## Clubstatistieken
| Seizoen         | Club             | Land               | Competitie      | Competitie | Competitie | Beker | Beker | Internationaal | Internationaal | Totaal | Totaal |
| Seizoen         | Club             | Land               | Competitie      | Wed.       | Dlp.       | Wed.  | Dlp.  | Wed.           | Dlp.           | Wed.   | Dlp.   |
| --------------- | ---------------- | ------------------ | --------------- | ---------- | ---------- | ----- | ----- | -------------- | -------------- | ------ | ------ |
| 2019/20         | HNK Hajduk Split | Vlag van Kroatië   | 1. HNL          | 8          | 0          | 0     | 0     | —              | —              | 8      | 0      |
| 2020/21         | HNK Hajduk Split | Vlag van Kroatië   | 1. HNL          | 0          | 0          | 1     | 0     | —              | —              | 1      | 0      |
| 2020/21         | Beerschot VA     | Vlag van België    | Eerste klasse A | 9          | 1          | 1     | 0     | —              | —              | 10     | 1      |
| 2021/22         | Beerschot VA     | Vlag van België    | Eerste klasse A | 30         | 1          | 2     | 0     | —              | —              | 32     | 1      |
| 2022/23         | Beerschot VA     | Vlag van België    | Eerste klasse A | 0          | 0          | 0     | 0     | -              | -              | 0      | 0      |
| 2022/23         | Fortuna Sittard  | Vlag van Nederland | Eredivisie      | 0          | 0          | 0     | 0     | -              | -              | 0      | 0      |
| Carrière totaal | Carrière totaal  | Carrière totaal    | Carrière totaal | 47         | 2          | 4     | 0     | 0              | 0              | 51     | 2      |

Bijgewerkt t/m 17 december 2022. 

## Interlandcarrière
Radić doorliep verschillende nationale jeugdploegen. In 2017 nam hij met Kroatië –17 deel aan het EK onder 17 in eigen land. Radić kreeg een basisplaats in de groepswedstrijden tegen Italië, Turkije en Spanje.